# Wasserkraftwerk Timișoara
Das Wasserkraftwerk Timișoara, rumänisch Uzina Hidroelectrică Timișoara, Uzina de apă Timișoara, Turbinele electrice oder Centrală Hidroelectrică genannt, ist ein Laufwasserkraftwerk in der westrumänischen Stadt Timișoara. Es liegt an der Bega, an der Stelle, wo die Stadtbezirke Fabric, Plopi und Ghiroda Nouă zusammentreffen. Am rechten Ufer führt die Strada Uzinei entlang des Parcul Uzinei zum Kraftwerk, auf der linken Seite ist es die Strada Frédéric Chopin. Die gesamte Anlage steht unter Denkmalschutz. In der deutschen Bevölkerung wird der Komplex Turbine, Turbinen oder veraltet auch Elektrizitätszentrale genannt. Die entsprechenden ungarischen Bezeichnungen lauten Városi vízerőtelep, Villamosáram fejlesztő turbina oder Villamos turbinák.

## Geschichte
An der Stelle eines Stauwehrs wurde das Kraftwerk zwischen 1907 und 1910 zur Nutzung der Wasserkraft der Bega vom Architekten László Székely und dem Projektingenieur Emil Szilard erbaut. Es war eines der ersten Wasserkraftwerke in Europa und das erste dieser Art auf dem heutigen Territorium Rumäniens.

Das Kraftwerk kurz nach seiner Errichtung, Blick flussaufwärts

Das Kraftwerk wurde am 3. Mai 1910 mit drei 600 PS starken Wasserturbinen des ungarischen Herstellers Ganz in Betrieb genommen. Das verstellbare Stauwehr aus Stahlplatten hat eine Stauhöhe von 5,6 Metern, bei einem Durchlauf von 36 Kubikmetern Wasser je Sekunde leistet es 1200 kW. Im Mai 2010 feierte der Betreiber des Kraftwerks, Colterm Timișoara, das einhundertjährige Bestehen der Einrichtung.
Von 1923 bis 1958 war das Kraftwerk außerdem durch die Linie 1 an das Netz der Straßenbahn Timișoara angeschlossen. Die Gegend war früher ein beliebtes Ausflugsziel, in unmittelbarer Nachbarschaft befand sich auch das populäre Strandbad, der Große Strand (rumänisch Ștrand beziehungsweise Plajă genannt).